# Semir Osmanagić
Semir M. Osmanagić, né le 1er juin 1960 dans la région de Zenica, dans ce qui était la république socialiste de Yougoslavie (aujourd'hui la Bosnie-Herzégovine), est un homme d'affaires, fondateur et président de la Bosnian Pyramid of the Sun Foundation. 
Archéologue amateur, il est principalement connu pour ses théories pseudo-archéologiques concernant les pyramides. Il possède un doctorat en sciences sociales mais n'a pas de formation scientifique. 

## Biographie
Semir Osmanagić naît le 1er juin 1960 à Zenica, en Yougoslavie. Il étudie l'économie et la politique à l'Université de Sarajevo Sarajevo avant de déménager en Croatie pour travailler dans le commerce d'importation et d'exportation. Il est parti aux États-Unis avec sa femme et son fils lorsque la guerre a éclaté, et il possède un atelier de métallurgie à Houston. Il y devient assistant marketing pour une entreprise produisant des pièces pour les puits de pétrole et de gaz, jusqu'à être nommé directeur et propriétaire minoritaire de l'entreprise en 1999 avec 5% des parts.
En 2005, le directeur du Musée de Visoko, Senad Hodovic, l'appelle pour étudier les pyramides bosniennes. En 2006, il fonde la Bosnian Pyramid of the Sun Foundation afin de soutenir son projet de fouilles et la construction d'un parc archéologique. 
Il est titulaire d'une maîtrise en économie et politique internationales qu'il complète par un doctorat en sciences sociales en 2009. 
En 2009, il devient membre de l'Académie russe des sciences naturelles critiquée pour sa promotion des théories pseudoscientifiques et ses membres sans formation scientifique. 
Il réside actuellement à Sarajevo (Bosnie-Herzégovine).
En 2020, il prend des positions radicales relatif à la pandémie de Covid-19 en prétendant que la vallée des pyramides bosniaques présente des effets curatifs. 

## Théories

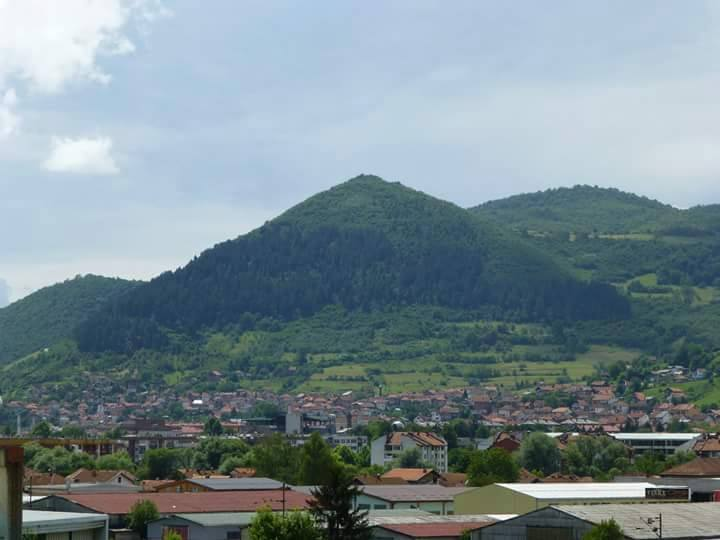
Colline de Visočica en Bosnie, considérée par Semir Osmanagic comme la Pyramide du Soleil.

### Pyramide bosnienne
En avril 2005, il écrit un livre appuyant une théorie selon laquelle la colline de Visocica, de forme pyramidale, est une ancienne pyramide artificielle qui serait l'une des cinq structures pyramidales de Visoko, reliées entre elles par un réseau de tunnels préhistoriques. Lors de la création de sa fondation, il indique vouloir « transpercer le nuage d'ondes négatives afin de permettre à la Terre de recevoir l'énergie cosmique du centre de la galaxie ». 
Des reportages télévisés et des journaux peu critiques ont fait de Semir Osmanagić une célébrité nationale, et des volontaires ont afflué à Visoko dans l'espoir d'aider à découvrir la « Pyramide du Soleil », un édifice préhistorique qui devrait donner au pays « un passé glorieux et important ». Les autorités lui ont accordé cinq ans pour creuser le site et il a levé des milliers de dollars auprès du gouvernement local et des entreprises pour financer les travaux. Un hôtel à Visoko s'est rebaptisé Pyramid Motel, et les commerçants font une activité florissante en vendant des pyramides miniatures de style maya sous la forme de celle que Semir Osmanagić prétend avoir décelé sous les pentes boisées. Selon Le New-York Times, ses fans sont, pour la plupart des musulmans bosniaques comme lui.
Néanmoins, pour Zilka Kujundzic-Vejzagic, spécialiste de l'archéologie préhistorique au Musée national de Sarajevo, « ce n'est pas une pyramide, c'est un mauvais cirque ». Elle fait partie des 21 experts qui, en avril 2006, publient une lettre ouverte dans les journaux bosniaques dénonçant le projet de M. Osmanagic comme une mauvaise science et une sociologie manipulatrice. 
Pour Anthony Harding, le président de l'Association européenne des archéologues, ses théories concernant les prétendues pyramides de Bosnie-Herzégovine portent atteinte au patrimoine archéologique de ce pays. La région contient les ruines d'une capitale médiévale, un poste d'observation romain et des vestiges antérieurs. 
Osmanagić est auteur d'un cycle de plusieurs tomes nommé Histoire Alternative. Ses diverses théories sont rejetées par les géologues et les archéologues professionnels.

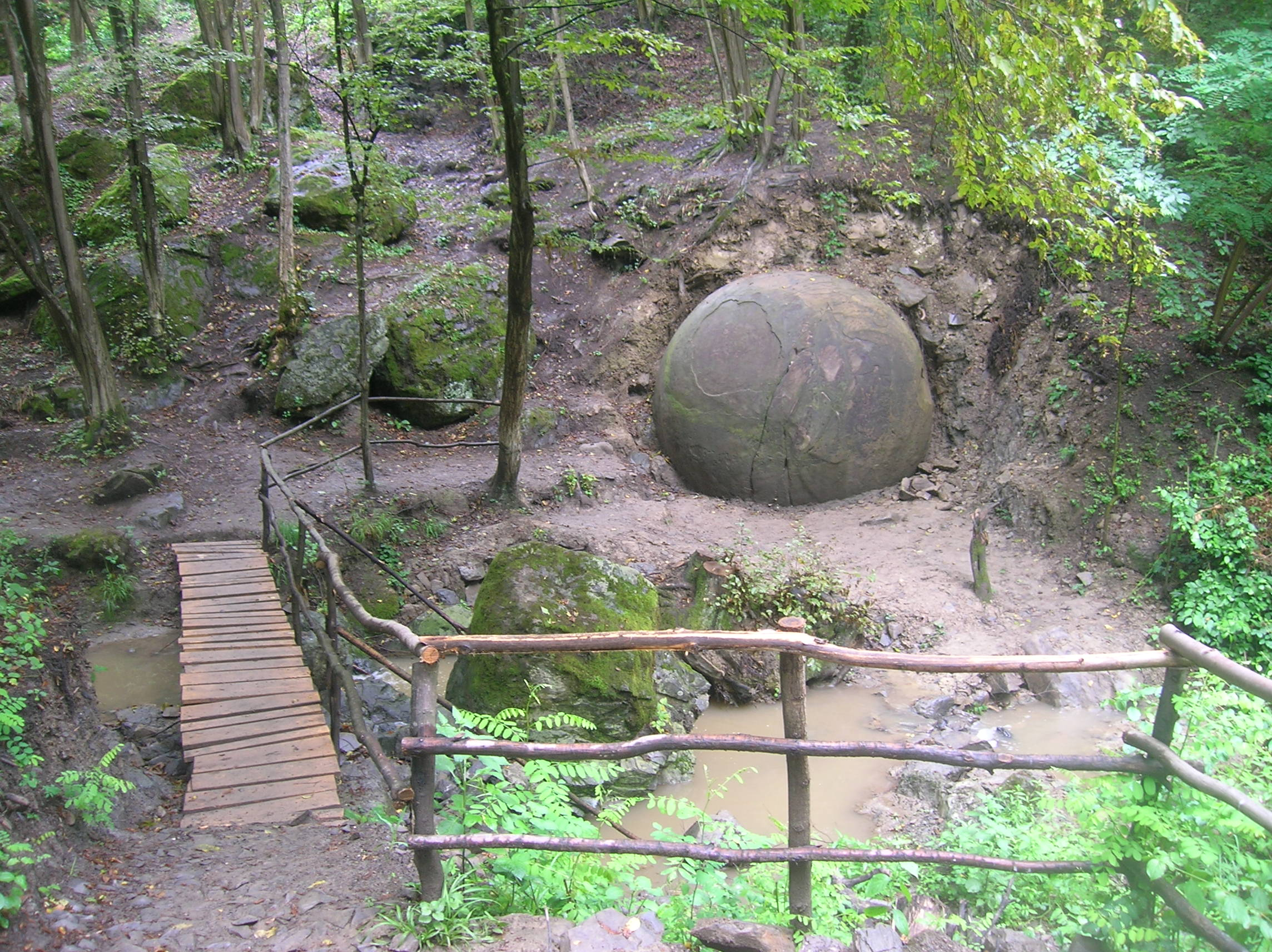
La pierre découverte par l'archéologue amateur.

### Sphère bosnienne
En 2016, après la découverte d'une concrétion rocheuse sphérique dans la forêt à proximité de Visoko en Bosnie-Herzégovine, Semir Osmanagic attribue la réalisation sphérique à l'homme malgré les contestations de nombreux experts, archéologues et géologues. D'après lui, la sphère de trois mètres de large est réalisé par une civilisation inconnue ayant vécu en Bosnie en 10.000 av. J.-C. grâce à une technologie avancée, ce qui en ferait les plus anciens mégalithes sphériques réalisés par l'homme. Les géologues confirment ultérieurement que cette sphère est bien une concrétion granitique dont la forme résulte d'une érosion. La région qui entoure Visoko est réputée pour ses pierres sphériques.

### Mayas descendants extra-terrestres
En 2009, dans sa thèse de doctorat, Semir Osmanagic affirme que la civilisation maya est antérieure aux Olmèques et que leur culture cesse d'exister mystérieusement après le Xe siècle. Il se fait alors remarquer par la communauté scientifique internationale en invoquant les origines extraterrestres des pyramides mayas et soutient certaines des théories sur les propriétés des crânes de cristal. Il évoque également de prétendus phénomènes psychologiques et parapsychologiques et suggère que les Mayas sont en contact avec les Chinois grâce à des sculptures dont il attribue le matériau à de la néphrite. Les archéologues attribuent ce matériau à de la Jadéite, effectivement utilisée par les Mayas.
Dans un article du magazine Archaeology (en), Beth Kampschror fait référence au livre d'Osmanagic, Le monde des Mayas (2004), qui suggère que les Mayas descendent d'extraterrestres provenant de la constellation des Pléiades, via l'Atlantide. Il cite les mots de Semir Osmanagic : « Ceux qui étaient prêts ont-ils été récupérés dans des vaisseaux spatiaux par leurs mentors de la constellation des Pléiades ? [...] Ma théorie est que les Mayas doivent être considérés comme des horlogers du cosmos dont la mission est d'ajuster la fréquence terrestre et de la mettre en conformité avec les vibrations de notre Soleil ».

### Propriétés curatives de la vallée des pyramides bosniaques
En 2020, les opinions de Semir Osmanagic sur la pandémie de Covid-19 trouvent un écho auprès de Novak Djokovic qui s'y rend fréquemment afin d'y faire des cures. Selon Semir, la vallée des pyramides possède un effet curatif important grâce à sa particularité ionique très élevée, et sa faible concentration en ions négatifs. Ces déclarations l'affublent de nom de gourou ou d'apprenti sorcier. Djokovic se rend plusieurs fois au pied des pyramides afin de s'y "régénérer", traversant des prétendus tunnels énergétiques qui proviennent en réalité d'une ancienne mine d'or de la période romaine. Ce soutien donne un important regain d'activités touristiques et commerciales.

## Publications
- Pyramids around the World, The New Era Times Press, 2012, Houston, Texas
- Bosnian Valley of the Pyramids, Mauna-Fe Publishing, 2006, Sarajevo, Bosnie-Herzégovine
- The Mayan World, Gorgias Press, 2005, Piscataway, New Jersey, USA
- The World of Maya, Svjetlost, 2004, Sarajevo, Bosnie-Herzégovine
- Histoire alternative – traces de l'Atlantide, Indrija, 2003, Zagreb
- avec Peggy Sue Skipper, Histoire ancienne d'au-delà du voile : une expérience sur les archives akashiques comble le fossé entre la science et la spiritualité , Blue Bonnets Boots and Books, 2011